# Homonota fasciata
Homonota fasciata este o specie de șopârle din genul Homonota, familia Gekkonidae, descrisă de Auguste Henri André Duméril și Bibron 1836. A fost clasificată de IUCN ca specie cu risc scăzut. Conform Catalogue of Life specia Homonota fasciata nu are subspecii cunoscute.